# Tub de rajos catòdics
El tub de rajos catòdics (CRT, de l'anglès Cathode Ray Tube) és una tecnologia que permet visualitzar imatges mitjançant un feix de raigs catòdics constant dirigit contra una pantalla de vidre recoberta de fòsfor i plom. El fòsfor permet reproduir la imatge provinent del feix de raigs catòdics, mentre que el plom bloqueja els raigs X per protegir a l'usuari de les seves radiacions. Va ser desenvolupat per William Crookes l'any 1875. Es fa servir principalment en monitors, televisors, i osciloscòpis, encara que actualment s'està substituint gradualment per tecnologies com el plasma, LCD, LED, etc.

## Orígens
El tub de raigs catòdics o CRT, va ser inventat per Carl Fedinand Braun, un científic alemany, però no es va fer servir fins a la creació dels primers televisors a finals de la dècada de 1940. La primera televisió va ser creat el 26 de gener de 1926 per John Logie Baird. Tot i que els CRT que es fan servir en monitors moderns van tenir moltes modificacions que els van permetre millorar la qualitat de la imatge, segueixen fent servir els mateixos principis bàsics.
La primera versió de tub catòdic va ser un díode de càtode fred, en realitat una modificació del tub de Crookes amb una cap de fòsfor sobre el frontal. Aquest tub rep el nom de tub Braun. La primera versió que utilitzava un càtode calent va ser desenvolupada per J. B. Johnson i H. W. Weinhart de la societat Western Electric.

## Electricitat estàtica
Algunes pantalles o televisors que feien servir tubs catòdics poden acumular electricitat estàtica, inofensiva, sobre el frontal de tub, el que pot implicar l'acumulació de pols, que redueix la qualitat de la imatge. Cal una neteja (amb un drap sec o un producte adequat, ja que alguns productes poden fer malbé la capa antireflectant, si aquesta existeix).

## Imantat
A l'apropar un imant al monitor CRT s'alterarà el magnetisme de la bobina de deflexió i amb això la incidència del raig catòdic sobre la pantalla. Normalment causarà una deformació a la imatge i problemes amb els colors fins que retirem el camp magnètic.
És possible comprar o construir un dispositiu exterior degausador (també conegut com a desmagnetitzador), que pot ajudar a desmagnetitzar els monitors més vells o en casos on és ineficaç l'aparell incorporat. Consisteix en una bobina que produeix un gran camp magnètic. Es fa servir encenent la TV o monitor i mostrant una imatge al tub. S'apropa la bobina al centre del monitor, es mou lentament en cercles concèntrics mai mes amples que la vora del monitor, fins que els colors incorrectes són eliminats. Aquest procés pot necessitar repetir-se moltes vegades per eliminar algunes magnetitzacions més difícils. Per a un ajustament més perfecte s'ha de fer servir una imatge fixa, sent recomanable la utilització d'un generador de senyal. La utilització inadequada d'un desmagnetitzador pot empitjorar el problema.
La causa més comuna de magnetització a monitors d'ordinador és el camp magnètic del transformador d'alguna font d'aimentació propera.
Existeixen monitors professionals amb blindatge electromagnètic per fer-se servir en entorns amb presència de camps magnètics forts.

## Possibles riscos

### Camps electromagnètics
Encara que no n'hi ha proves, alguns experts creuen que els camps magnètics emesos durant el funcionament del tub catòdic poden tenir efectes biològics. La intensitat d'aquest camp es redueix a valors irrellevants a un metre de distància i en tot cas l'efecte és més intens als costats de la pantalla que davant d'ella.

### Risc d'implosió
Quan s'exerceix massa pressió sobre el tub o es colpeja, pot produir-se una implosió degut al buit interior. Les explosions que de vegades es veuen al cinema i a la televisió no són possibles. Als tubs dels televisors moderns i monitors on la part frontal és molt més gruixuda, s'afegeixen diverses capes de vidre i làmines plàstiques de manera que pugui resistir als xocs i no es produeixin implosions. La resta del tub i en particular el coll són en canvi molt delicats. En altres tubs, com per exemple els osciloscòpis, no existeix el reforç de la pantalla, en canvi es fa servir una làmina plàstica anteposada com a protecció. El tub catòdic ha de ser manipulat amb atenció i competència; s'ha d'evitar en particular aixecar-lo pel coll i subjectar-lo sempre pels punts indicats pel fabricant.

### Toxicitat
En els tubs més antics i en alguns de moderns van ser utilitzades substàncies tòxiques en la seva fabricació, com cadmi o fòsfor, bari, etc. En l'actualitat s'han anat substituint per altres més segures. La implosió o en tot cas la ruptura del vidre causa la dispersió d'aquests materials. Durant l'eliminació i reciclatge dels tubs s'ha de tenir en compte a més a més la presència del plom al vidre, que és molt contaminant.

### Parpelleig
L'efecte del parpelleig no és exclusiu dels tubs de buit. També s'observa a pantalles planes encara que en aquestes és habitual trobar sistemes per reduir-lo.
El senyal de TV convencional està format per 25 imatges per segon al sistema PAL i de 30 al sistema NTSC. Amb l'entrellaçat s'aconsegueix reduir el parpelleig dividint cada imatge en dos amb unes línies parelles i una altra amb les senars, que es mostren darrere de l'altra augmentant la freqüència a 50/60 Hz.
Alguns models de televisors solucionen aquest problema emmagatzemant el senyal a la memòria i repetint cada imatge completa sense entrellaçat diverses vegades. El sistema més estès i en PAL és el de 100 Hz que repeteix cada imatge 4 vegades i redueix notòriament el parpelleig. El primitius sistemes de 100 Hz anunciaren un augment de qualitat per a fer servir conversors analògics/digitals primitius amb poc mostreig, i la quantificació de la qualitat de la imatge era sensiblement menor. El mètode de digitalització intentava fer servir el mínim de memòria possible, ja que la memòria era molt cara llavors. La baixada de preus dels circuits integrats de memòria i l'avenç de l'electrònica en general han aconseguit que al mercat es puguin trobar pantalles de 200 Hz que fan el parpelleig imperceptible conservant la qualitat de senyal.

### Alta tensió
Per dirigir el fes als tubs de raigs catòdics es fan servir tensions molt altes. Aquestes tensions poden romandre a l'aparell durant un temps després d'apagar-lo i desconnectar-lo de la xarxa elèctrica. S'ha d'evitar per tant obrir el monitor o el televisor si no es disposa d'una adequada tècnica.

### Rajos X
La interacció entre els electrons al rebotar a la pantalla fluorescent del CRT produeix, ben ajustat, petites dosis de raigs X. Si el voltatge del ànode sobrepassa el màxim recomanat pel fabricant de CRT, la dosi serà major a la dosi permesa per la llei.

## Altres tecnologies
Els tubs catòdics estan caient en desús, ja que a poc a poc les pantalles planes substitueixen a les pantalles de tub catòdic. Aquests nous tipus de pantalles presenten molts avantatges, com ara:
- Una mida comparativament més reduïda.
- Dimensions possibles més grans o petites.
- Relacions alt/ample més extremes.
- Formes de pantalles còncaves, planes o convexes, fins i tot hi ha pantalles flexibles.
- Menors riscos per a la salut, no deixen esteles a la pantalla en cas de canvi ràpid d'imatges (només pantalles LCD i LED) i un menor consum d'energia.

També tenen alguns inconvenients, com un color negre mostrat molt clar (els de vidre líquis LCD que ja fan servir llum posterior). En certs casos, un temps de resposta elevat. A les pantalles còncaves, no es mostren els colors de manera uniforme (a menys que es faci servir un filtre per enfosquir el centre de la pantalla), ja que als CRTs es compensa l'amplada del vidre vist en diagonal amb circuits electrònics que canvien la il·luminació respecte l'amplada i l'alçada de la pantalla).